# Didier Lauru
Didier Lauru, né en 1952, est un psychiatre, psychanalyste et essayiste français.

## Biographie
Didier Lauru soutient sa thèse de médecine en 1981, à l'université Paris VII Bichat Beaujon, il se spécialise et réalise un mémoire de CES de psychiatrie. Il soutient une thèse de doctorat de psychopathologie et de psychanalyse à l'université Paris Diderot. 
Il est spécialiste de la psychanalyse des adultes et des questions adolescentes, et est médecin-directeur du CMPP Étienne-Marcel à Paris. Il exerce en libéral à Paris.
Il est psychanalyste, membre de l'association Espace analytique, où il est responsable de la commission des enseignements.

## Activités scientifiques et éditoriales
Il dirige la revue Enfances & psy. Il est l'auteur de nombreux articles et d'ouvrages sur l'amour, la relation entre père-fille, sur la sexualité infantile et sur la haine. Didier Lauru est notamment intervenu dans des colloques de psychanalyse ou de psychiatrie en France ou à l'étranger.

## Publications
- De la haine de soi à la haine de l'autre, Albin Michel, 2015.
- Le poids du corps à l'adolescence, Albin Michel, 2014.
- L'énigme du suicide à l'adolescence, avec Annie Birraux, Paris, Albin Michel, 2012.
- Prise de risque à l'adolescence, avec Annie Birraux, Paris, Albin Michel, 2010.
- La Sexualité des enfants n'est pas l'affaire des grands, avec Laurence Delpierre, Paris, Hachette, 2008  (ISBN 9782012374003)
- Tomber en amour, Erès, 2007  (ISBN 9782865869077)
- Père - fille : Une histoire de regard, Albin Michel, 2006  (ISBN 9782226172709)
- La folie adolescente,  Denoël, 2004  (ISBN 9782207256121)
- Jim Morrisson : l'état limite du héros,  Bayard, 2003  (ISBN 9782227472228)
- Folies d’amour,  Calmann-Lévy, 2003  (ISBN 9782702133620)
- Génération téléphone : les adolescents et la parole, avec Brigitte Cadéac, Paris, Albin Michel, 2002  (ISBN 9782226135681)